# 1063 Aquilegia
1063 Aquilegia este un asteroid din centura principală, descoperit pe 6 decembrie 1925, de Karl Reinmuth.